# Julbock

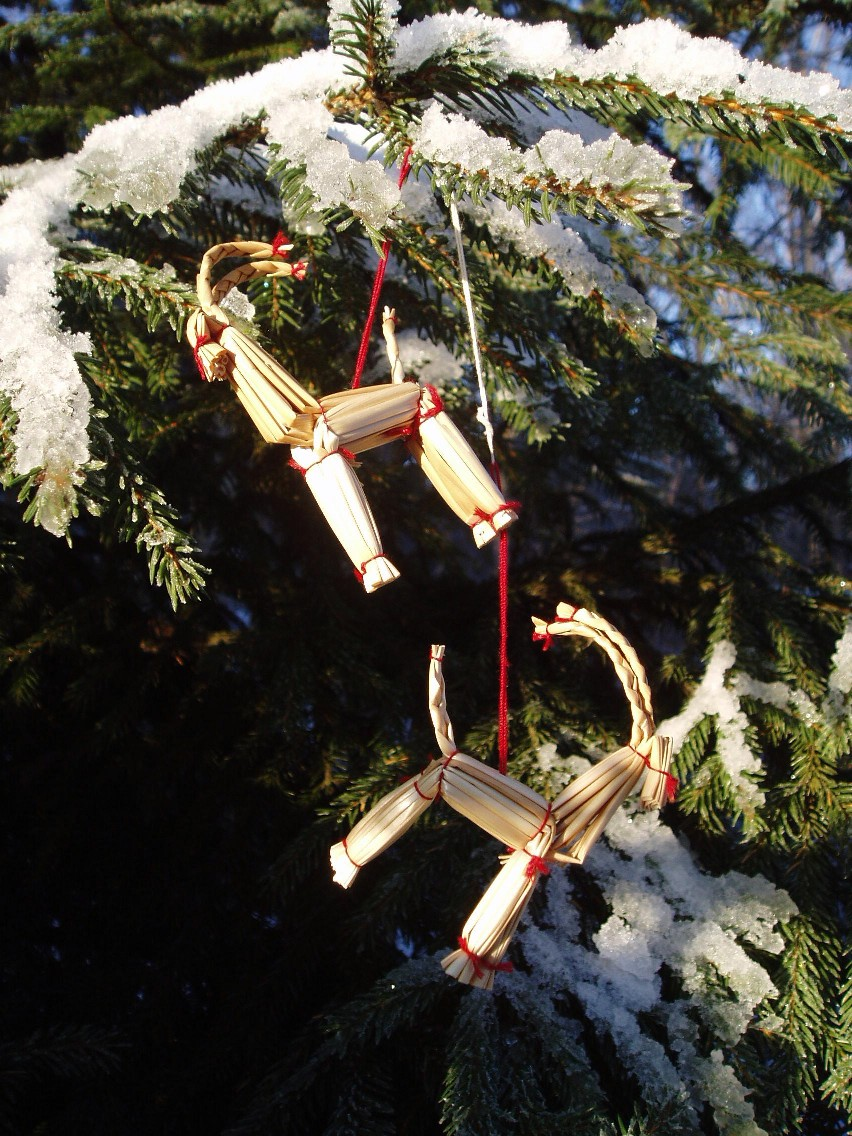
Julböcke als Schmuck für den Weihnachtsbaum

Der Julbock (schwedisch „Weihnachtsbock“, auch Julgumse (Julwidder); dänisch Julebuk, Juleged (–ziege), Nytårsbuk (Neujahrsbock); norwegisch Julebukk, finnisch Olkipukki (Strohbock) ; estnisch Joulosak; lettisch Joulopuk) ist heute in erster Linie eine Ziegenbockfigur aus Stroh, die insbesondere in Dänemark, Norwegen und Schweden ein beliebter Weihnachtsschmuck ist. Früher brachte der Julbock die Geschenke, bevor er vom Weihnachtsmann (dänisch Julemand, norwegisch Julenisse, schwedisch Jultomte) ersetzt wurde. In Finnland ist Joulupukki heute gleichbedeutend mit dem Weihnachtsmann. Bis zur Mitte des 19. Jahrhunderts waren in ganz Skandinavien verschiedene Julbock-Rituale verbreitet. In Dänemark und Schweden gab es auch Julbock-Kuchen. Der Ziegenbock als weihnachtliches Symbol hat seine Wurzeln in der germanischen Religion. Er steht für die jährlich wiederkehrende Fruchtbarkeit der Erde (Getreidebock) und war ursprünglich eine Verkörperung des Donnergottes Thor. In Deutschland hat er seine Entsprechung in der Habergeiß des Alpenraumes, dem Klapperbock auf Usedom oder der Capra in Siebenbürgen.

## Brauchtum
Bis zur Mitte des 19. Jahrhunderts gab es verschiedene Julbock-Darstellungen zu Weihnachten (Julspiele).
Bei den ursprünglichsten dieser Darstellungen verkleideten sich junge Burschen als schreckenerregende Julböcke, deren Masken und Verkleidungen mit Attributen der Ziege, oftmals mit Stroh, aber auch mit allerhand Dämonen-Attributen versehen waren. So war die Verkleidung nicht in allen Gegenden als Bock erkennbar. Es sind Beschreibungen überliefert, die eher an irreale zahnbewehrte Raubvögel erinnerten. In dieser Aufmachung verkörperten die jungen Männer den als geisterhaftes Wesen gedachten Julbock der alten germanischen Mythologie. Sie ahmten das Meckern einer Ziege nach, vollführten Bocksprünge, erschreckten Kinder und vor allem Mädchen und belustigten die Weihnachtsgesellschaft mit allerlei Narrenstreichen. Mädchen, die den Julbock als erstes hörten, riet man, bald zu heiraten. Oftmals musste der Julbock mit einem Geschenk, etwas Obst, einem Löffel Grütze oder einem Julbier besänftigt werden. In Südschweden wurde der Bock symbolisch erschlagen, jedoch anschließend durch ein Lied wieder zum Leben erweckt. Diese Rituale lassen noch den vormals ernsten religiösen Hintergrund des vorchristlichen Julfestes als Sonnwendfeier erkennen, bei der die Wiederkehr der Fruchtbarkeit für die Feldfrüchte, das Vieh und den Menschen für das folgende Jahr beschworen wurde.
Bei den jüngeren, stärker christlich „gemilderten“ Darstellungen war es üblich, dass eine Gruppe von Bauernkindern zwischen den Höfen umherzog, um dort Schauspiele oder Lieder vorzutragen. Einer in dieser Gruppe war immer als Julbock verkleidet. Zum Dank für ihren Auftritt erhielten die Kinder bei einer Zusammenkunft zwischen Weihnachten und Neujahr Essen und Trinken.
Eine andere Sitte war es, den Julbock heimlich bei seinem Nachbarn auf dem Hof zu verstecken. Dieser hatte nun die Aufgabe, das Tier ungesehen zurückzubringen. Im 19. Jahrhundert wurde es in bürgerlichen Familien üblich, dass eine Person als Julbock Geschenke verteilte, genau wie es heute der Weihnachtsmann macht. Da der skandinavische Julbock heute seine Stellung fast ganz an den Weihnachtsmann verloren hat, ist er nur noch ein schmückendes Beiwerk im festlich geschmückten Haushalt.
Auch der Julbock aus Stroh hat in verschiedenen Gegenden Tradition. Man warf einen solchen Bock zum Beispiel in eine Gruppe tanzender Menschen und rief ihnen zu, sie sollen schnell den Julbock fassen, was wiederum Glück für die nächste Getreideernte bringen sollte, sofern der Bock gefangen wurde. Es kam auch vor, dass der Strohbock unter den Tisch gestellt wurde und dass man ihm symbolisch etwas vom Weihnachtsbuffet (julbord) abgab.

## Mythologie

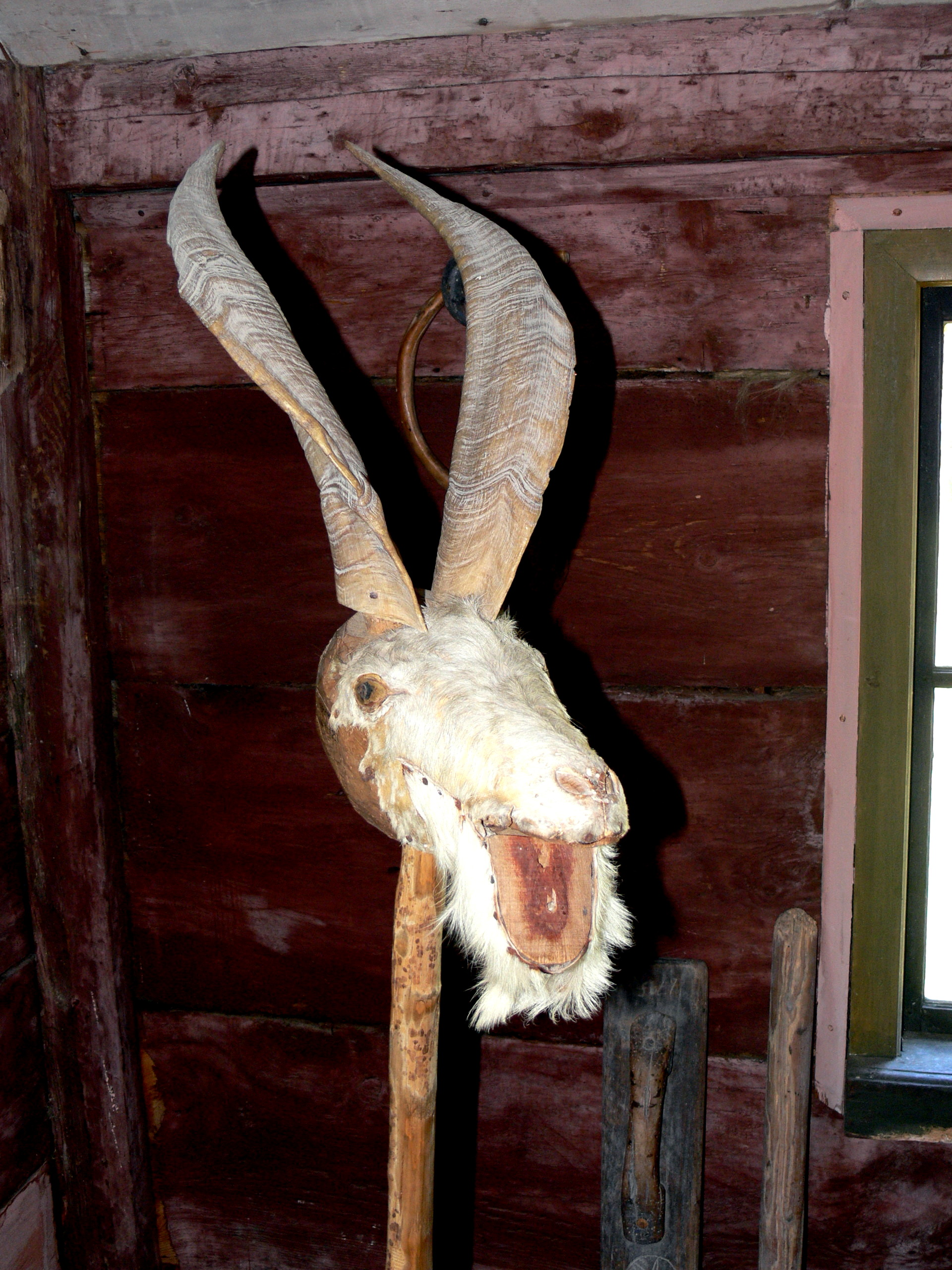
Julbock, Bunge-Museum (Gotland)

Nach den verschiedenen skandinavischen Sagen stellte man sich den Julbock als dämonisches Wesen mit Hörnern vor, das „im allgemeinen einem Bocke gleiche“, der nur wesentlich größer als eine Ziege sei. Im Sommer hält er sich in tiefen Wäldern oder unzugänglichen Bergen versteckt, um dann im Verlauf der Adventszeit den Höfen jeden Tag ein Stückchen näher zu kommen, bis er am Heiligabend in die Häuser der Menschen eindringt. Seiner Ankunft gehen meistens seltsame Lichterscheinungen voraus und im Haus nahm er häufig zuerst hinter dem Ofen Platz (wie ein Hausgeist). Auch wenn der Julbock ursprünglich als furchterregender Dämon gedacht wurde – der z. B. Nachahmungen durch Menschen übel nahm und kleine Kinder holte, wenn man ihn nicht mit einem Opfer besänftigte – war er dennoch ein positives Symbol der Fruchtbarkeit. Die Sagakritiker weisen darauf hin, dass es sich bei den Sagas um literarische Texte handelt, nur indirekt um historischen Quellen.

## Herkunft
Die Julbock-Tradition ist in Verbindung mit der bei vielen indogermanischen Völkern verbreiteten Verehrung der Ziege (und des Widders) als Verkörperung der von den Göttern gegebenen, alljährlich wiederkehrenden Fruchtbarkeit zu sehen. Entsprechende Indizien gehen bis in die Bronzezeit zurück. Der Bock war entweder einer Muttergottheit beigestellt (Beispiele: Die römische Göttin Juno, die allenthalben mit einer Ziege auftritt oder die dreigestaltige Ziege auf der Rückseite des aufanischen Matronen-Denkmales des Bonner Altars Nr. 7) oder galt selbst als ziegengestaltige Verkörperung eines Gottes. So hatte der germanische Gott Thor nach den Untersuchungen von Franz Rolf Schröder ehemals die Gestalt eines Ziegenbockes. Später wird er auch mit dem Beinamen „hafra dróttin“ – Herr der Böcke – bezeichnet. Analog zur Gottheit Nerthus, (nord. ggf. Njörd) wird sein Wagen von zwei Ziegenböcken gezogen, die als Tanngrísnir (‚Zähnefletscher‘) und Tanngnjóstr (‚Zähneknirscher‘) bekannt sind. Nach einer Erzählung werden sie zum Mahl geschlachtet, erstehen anschließend aber wieder auf. Neben dieser wiederkehrenden Fruchtbarkeit sind auch verschiedene Beziehungen zu Blitz und Gewitter belegt, deren Symbol häufig Ziegenhörner sind. Durch Blitzschlag getötete Ziegen durften nicht verspeist werden, sie wurden als Thorsopfer betrachtet. Nach der Christianisierung der Germanen wird der Ziegenbock als Tier des Teufels geächtet.
Eine ähnliche Rolle wie der Julbock nimmt auch Knecht Ruprecht ein, der in den deutschsprachigen Alpenländern Krampus heißt. Der Auftritt eines Krampus hat Ähnlichkeit mit dem norwegischen „julebukklaufen“. Allerdings erscheint der Krampus am Nikolaustag, während der Julebukk zwischen „Jul“ und Silvester zwischen den Gehöften läuft.

## Julbock in Gävle

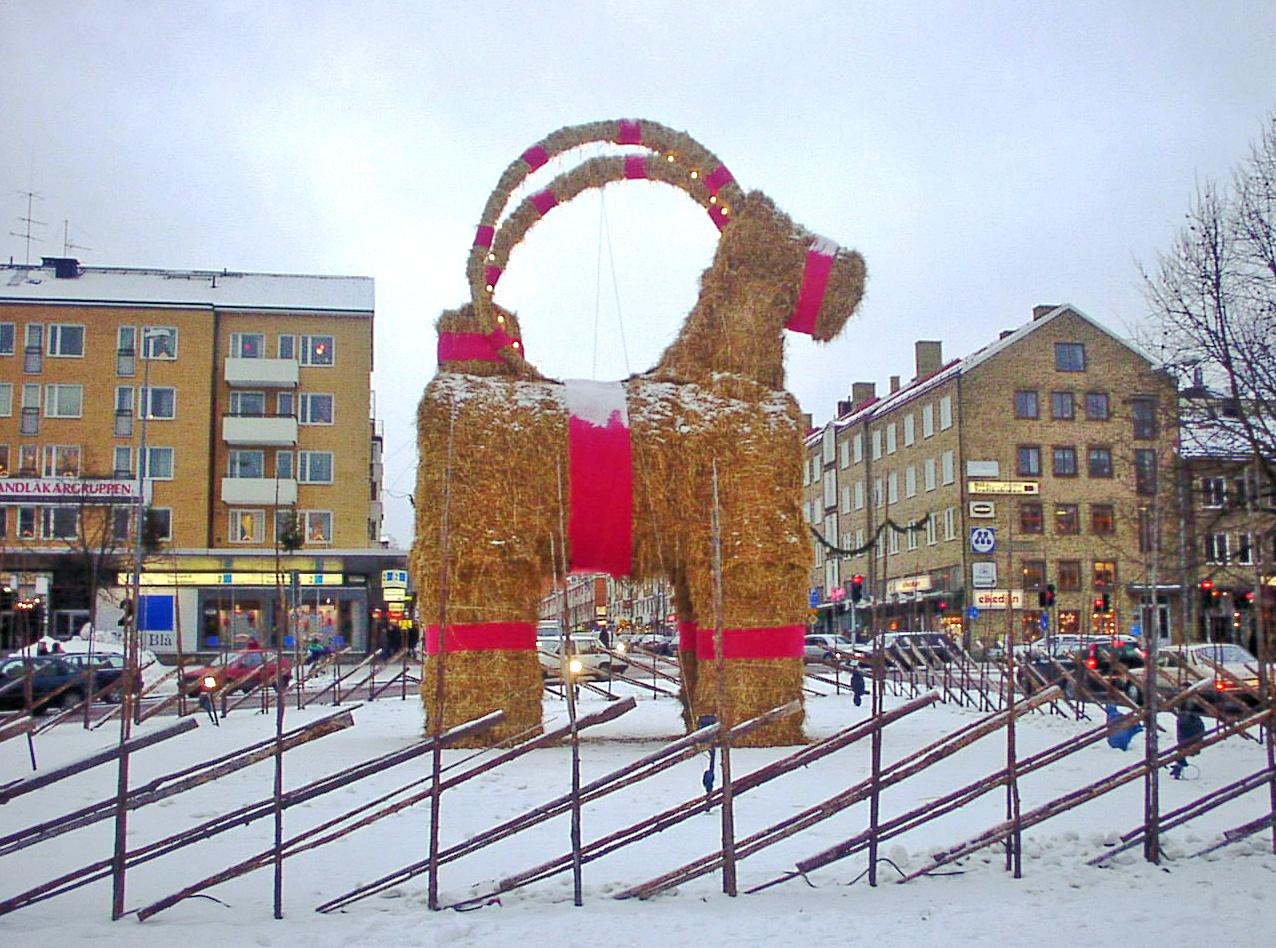
Der Gävlebock von 2003

Seit 1966 wird auf dem zentral gelegenen Schlossplatz (Slottstorget) in Gävle (Schweden) zur Weihnachtszeit ein überdimensionaler Julbock aufgestellt. Er ist üblicherweise 13 Meter hoch, 7 Meter lang und wiegt etwa 3,5 Tonnen. Trotz intensiver Bemühungen der Initiatoren (eine lokale Handelsvereinigung und ein naturwissenschaftlicher Schülerverein) den Bock zu schützen, wird er fast jedes Jahr Opfer von Brandstiftung. Diese Tatsache wurde von ausländischen Touristen bzw. Austauschstudenten als Tradition aufgefasst, so dass sie sich aktiv an der Zerstörung des Julbocks beteiligten. Zum 40-jährigen Jubiläum wurde der Julbock im Winter 2006 erstmals mit einem Brandschutzmittel imprägniert und konnte einem Brandstiftungsversuch erfolgreich standhalten.